# Johann Beissel († um 1494)
Johann Beissel der Jüngere (* 15. Jahrhundert in Aachen; † um 1494 ebenda) war Schöffe und Bürgermeister der Reichsstadt Aachen.

## Leben und Wirken
Der Sohn des Bürgermeisters Colyn Beissel „In den Mart“ und der Irmgard von den Driesch sowie Neffe des Schöffen-Bürgermeisters Johann Beissel war um 1446 an der Universität Leipzig als Student eingeschrieben. Nach seiner Rückkehr nach Aachen wurde er Mitglied der Aachener Bockzunft, einer Gesellschaft von Patriziern, in der sich die Gelehrten, Ärzte, Juristen, Kaufleute und Beamte zusammengeschlossen hatten. Im Jahr 1477 berief ihn der neue  Herzog von Burgund Maximilian I.  zum kaiserlichen Rat und ernannte ihn zum General-Rentmeister für das Herzogtum Limburg. Ab 1483 bekleidete er dort das Amt des Forstmeisters. Ein Jahr später wurde Beissel in das Schöffenkollegium der Stadt Aachen aufgenommen und schließlich 1486 zum Bürgermeister der Freien Reichsstadt gewählt.
Johann Beissel war verheiratet mit Johanna von Avennes, mit der er unter anderem den Sohn Judokus (Jobst) hatte. Dieser studierte in Löwen, war als Theologe und Dichter tätig und wurde später unter Kaiser Maximilian I. kaiserlich Geheimer Hofrat und Professor in Lüttich. Die Familie Johann Beissel war eine Vetternlinie der Familie Beissel von Heisterbach, welche ebenfalls mehrere Schöffen sowie die Bürgermeister Gerhard den Älteren und dessen gleichnamigen Sohn Gerhard den Jüngeren in ihren Reihen hatten.